# Пензенский уезд
Пензенский уезд — административно-территориальная единица сначала в Казанской губернии, и позднее в Пензенской, существовавшая в 1708—1928 годах. 
Административный центр, уездный город — Пенза.

## Географическое положение
Уезд располагался на юге Пензенской губернии, граничил с Саратовской губернией. Площадь уезда составляла в 1897 году 2 934,5 верст² (3 340 км²), в 1926 году — 7 534 км².

## История

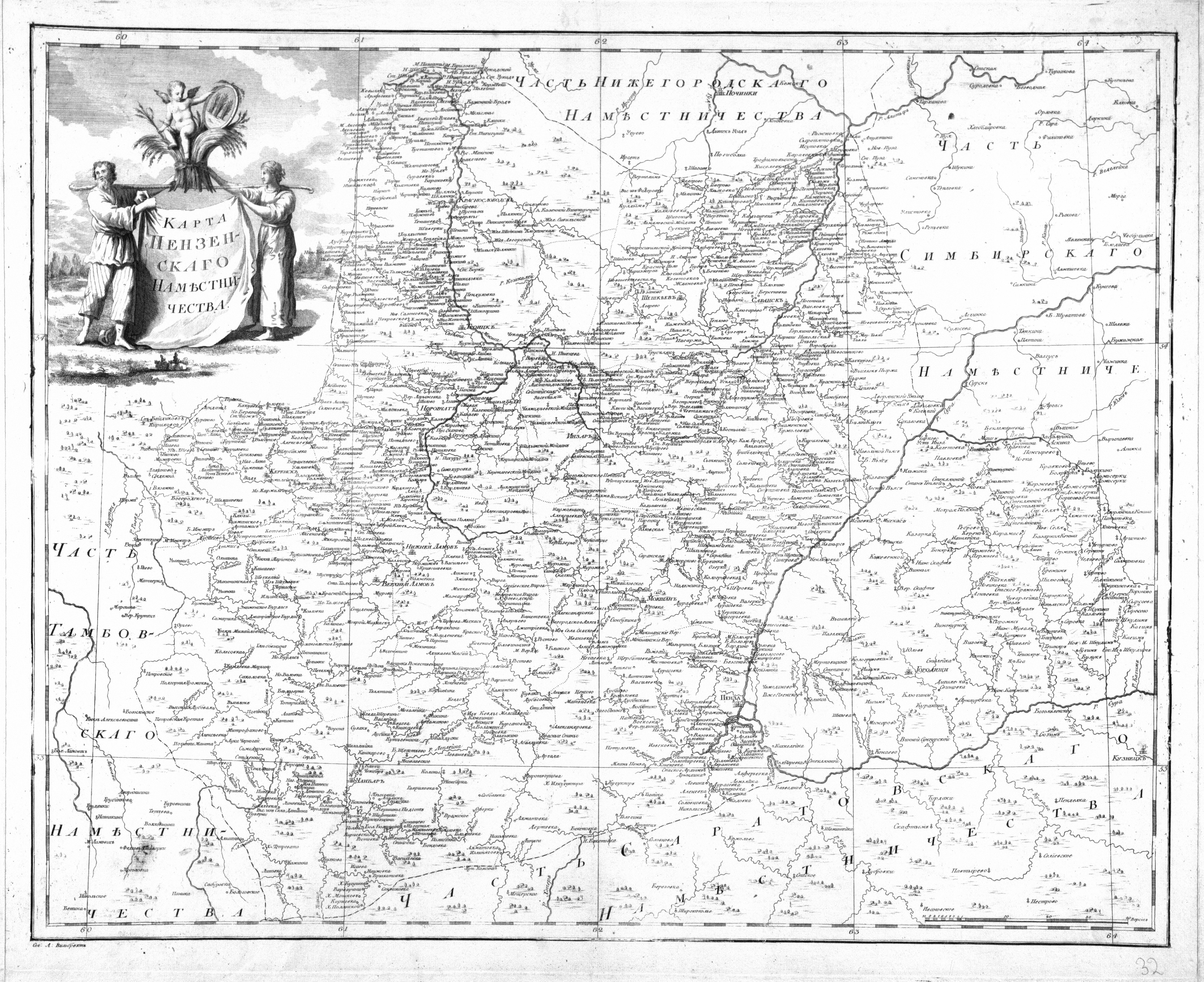
Карта Пензенского наместничества из Российского атласа из сорока четырех карт состоящего и на сорок на два наместничества Империю разделяющего», 1792 год.

Впервые Пензенский уезд был образован 18 (29) декабря 1708 года по Указу Петра I «Об учреждении губерний и о расписании к ним городов», в который вошли: «...К Пензе: Рамзаевской, городки ж построены в казанских дворцовых селах: Сарапуль, Елабуга, Кукарск, Рыбной... Да по словесному в Ближней канцелярии объявлению казанского воеводы Кудрявцева, из Азовской губернии приписано в сию Казанскую губернию Пенза».
В 1719 году Пензенский уезд был преобразован в Пензенскую провинцию.
Вновь уезд был образован при образовании Пензенского наместничества согласно Указу Екатерины Великой от 15 (26) сентября 1780 года. В связи с преобразованием императором Павлом I наместничеств в губернии с 12 (23) декабря 1796 года уезд вошёл в состав Пензенской губернии

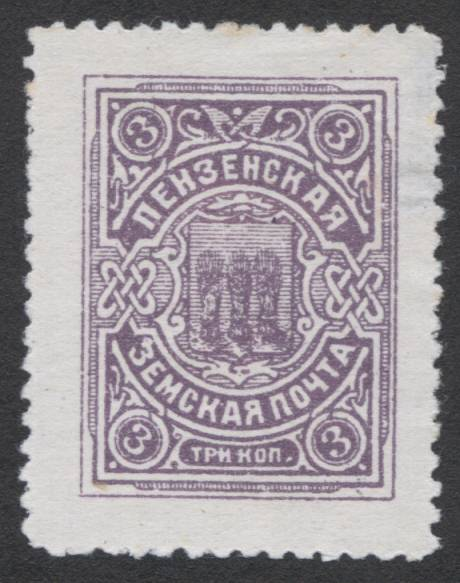
Земская марка. Пензенский уезд № 13 (1910-12 г.)

После упразднения Пензенской губернии 5 (16) марта 1797 года уезд включён в Саратовскую, однако уже 9 (21) сентября 1801 год Указом Александра I Пензенская губерния была восстановлена в прежних границах, включая, в том числе, одноимённый уезд.                                                                                                                                                         
В связи с ликвидацией декретом ВЦИК от 16 марта 1925 года Мокшанского уезда его территория вошла в состав Пензенского уезда.
Постановлением ВЦИК и СНК РСФСР от 14 мая 1928 года территория Пензенского уезда отнесена к организованной Средне-Волжская область, включавшей упраздняемую Пензенскую губернию.
Постановлением ВЦИК «О составе округов, районов и их центрах Средне-Волжской области», от 16 июля 1928 года, Пензенский уезд был упразднён, его территория вошла в состав Пензенского округа Средне-Волжской области. Исключение составили: Красно-Трушненский, Нижне-Забалковский, Степановский, Трофимовский, Веселовский, Ранчелейский Чемодановской волости и посёлок Михайловский Бакшеевского сельского совета Чемодановской волости, вошедшие в состав Кузнецкого округа.

## Население
По данным переписи 1897 года в уезде проживало 161 983 чел. В том числе русские — 98,3%. В Пензе проживало 59 981 чел.
По итогам всесоюзной переписи населения 1926 года население уезда составило 407 337 человек, из них городское — 103 126 человек.

## Административное деление
В 1890 году в состав уезда входило порядка 19 волостей:
| № п/п | Волость                  | Волостное правление        | Число селений | Население |
| ----- | ------------------------ | -------------------------- | ------------- | --------- |
| 1     | Бессоновская             | с. Бессоновка              | 8             | 4509      |
| 2     | Бекетовская              | с. Бекетовское             | 9             | 4028      |
| 3     | Борисовская              | с. Борисовское             | 12            | 4492      |
| 4     | Валяевская               | с. Валяевское              | 14            | 8066      |
| 5     | Дертевская               | с. Дертевское              | 4             | 2436      |
| 6     | Дурасовская              | с. Дурасовское             | 9             | 6487      |
| 7     | Еланская                 | с. Еланское                | 6             | 4732      |
| 8     | Загоскинская             | с. Загоскинское            | 7             | 4945      |
| 9     | Конная                   | с. Конная Слобода          | 6             | 8419      |
| 10    | Крутцовская              | с. Крутцовское             | 4             | 1338      |
| 11    | Кучук-Порт-Архангельская | с. Кучук-Пор-Архангельское | 16            | 6290      |
| 12    | Липяговская              | с. Липяговское             | 11            | 7018      |
| 13    | Оленевская               | с. Оленевское              | 8             | 4014      |
| 14    | Покров-Арчадинская       | с. Покровская Арчада       | 7             | 6030      |
| 15    | Рамзайская               | с. Рамзайское              | 3             | 6732      |
| 16    | Саловская                | с. Саловское               | 9             | 4850      |
| 17    | Черенцовская             | с. Черенцовское            | 8             | 4621      |
| 18    | Чертковская              | с. Чертковское             | 13            | 6706      |
| 19    | Федоровская              | с. Федоровское             | 4             | 2626      |

## Уездные предводители дворянства[11]
| Года службы | Фамилия, Имя, Отчество         | Должность/Чин       |
| ----------- | ------------------------------ | ------------------- |
| 1787-1788   | Пересекин Николай Михайлович   | Полковник           |
| 1789-1790   | Дубенский Перфирий Гаврилович  | Секунд-майор        |
| 1790-1792   | Ермолаев Пётр Степанович       | Секунд-майор        |
| 1793-1795   | Гладков Григорий Васильевич    | Коллежский асессор  |
| 1796-1798   | Горихвостов Пётр Абрамович     | Статский советник   |
| 1799-1803   |                                |                     |
| 1804-1806   | Сабуров Василий Михайлович     | Майор               |
| 1807-1812   | Дубенский Николай Перфирьевич  | Полковник           |
| 1813-1814   |                                |                     |
| 1815-1818   | Ермолаев Николай Степанович    | Коллежский асессор  |
| 1819-1827   | Бровцин Андрей Иванович        | Поручик             |
| 1828-1830   | Вигель Павел Филиппович        | Полковник           |
| 1831-1833   | Ступишин Алексей Григорьевич   | Гвардии капитан     |
| 1834-1836   | Загоскин Маркел Николаевич     | Гвардии поручик     |
| 1837-1839   | Ступишин Алексей Петрович      | Надворный советник  |
| 1840-1842   | Печерин Евмений Николаевич     | Подполковник        |
| 1843-1845   | Трубников Николай Иванович     | Коллежский советник |
| 1846-1848   | Дубенский Порфирий Николаевич  | Гвардии полковник   |
| 1849-1851   | Бекетов Николай Петрович       | Штабс-ротмистр      |
| 1852-1854   | Сабуров Василий Васильевич     | Майор               |
| 1855-1871   | Бекетов Николай Петрович       | Штабс-ротмистр      |
| 1871-1873   | Панчулидзев Алексей Алексеевич | Гвардии поручик     |
| 1873-1875   | Гевлич Александр Ксенофонтович | Коллежский советник |
| 1876-1878   | Гевлич Дмитрий Ксенофонтович   | Надворный советник  |
| 1878-1880   | Столыпин Афанасий Валерьянович | Коллежский асессор  |
| 1881        |                                |                     |
| 1882-1884   | Вырубов Василий Николаевич     | Коллежский советник |
| 1884-1887   | Гевлич Дмитрий Ксенофонтович   | Надворный советник  |
| 1888        | Панчулидзев Николай Алексеевич | Гвардии полковник   |